# Okap Suliszowicki
Okap Suliszowicki – skała we wsi Suliszowice w województwie śląskim, w powiecie myszkowskim, w gminie Żarki. Znajduje się na Wyżynie Częstochowskiej w obrębie Wyżyny Krakowsko-Częstochowskiej.
Okap Suliszowicki znajduje się w południowej części Suliszowic, w lesie po zachodniej stronie linii elektrycznej wysokiego napięcia, w odległości około 100 m od przecinki pod tą linią. Jest to zbudowana z wapieni niewysoka skała, ale z dużym okapem. Wspinaczka w dużym przewieszeniu, skała lita i dobrze urzeźbiona. Pierwsze drogi wspinaczkowe poprowadzono na niej w 2020 r. Jest 6 dróg o trudności od VI.4 do VI.5 w skali Kurtyki. Na wszystkich zamontowano stałe punkty asekuracyjne: ringi (r) i stanowiska zjazdowe (st).
1. Raise the Roof hard; VI.4+, 4r + st

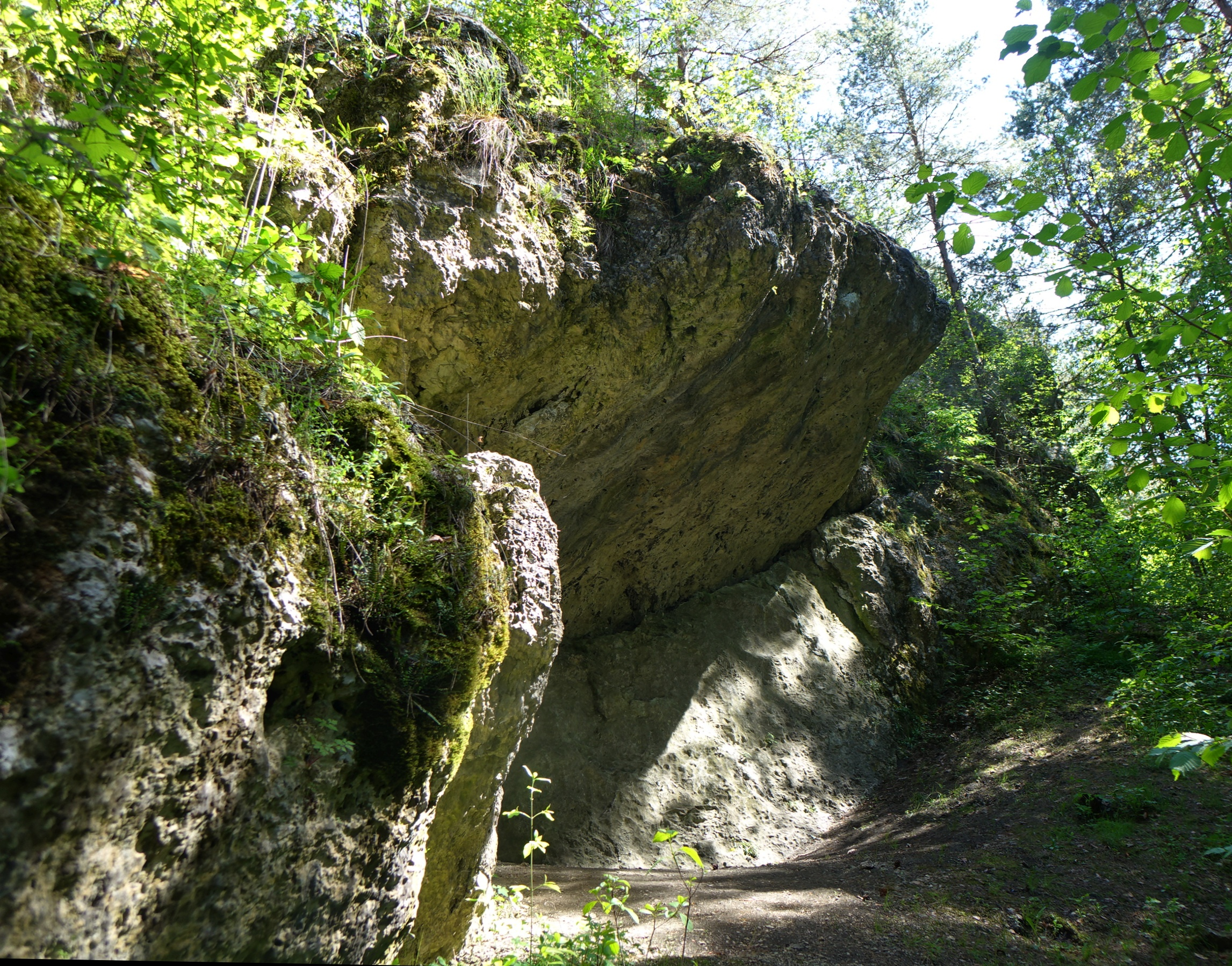
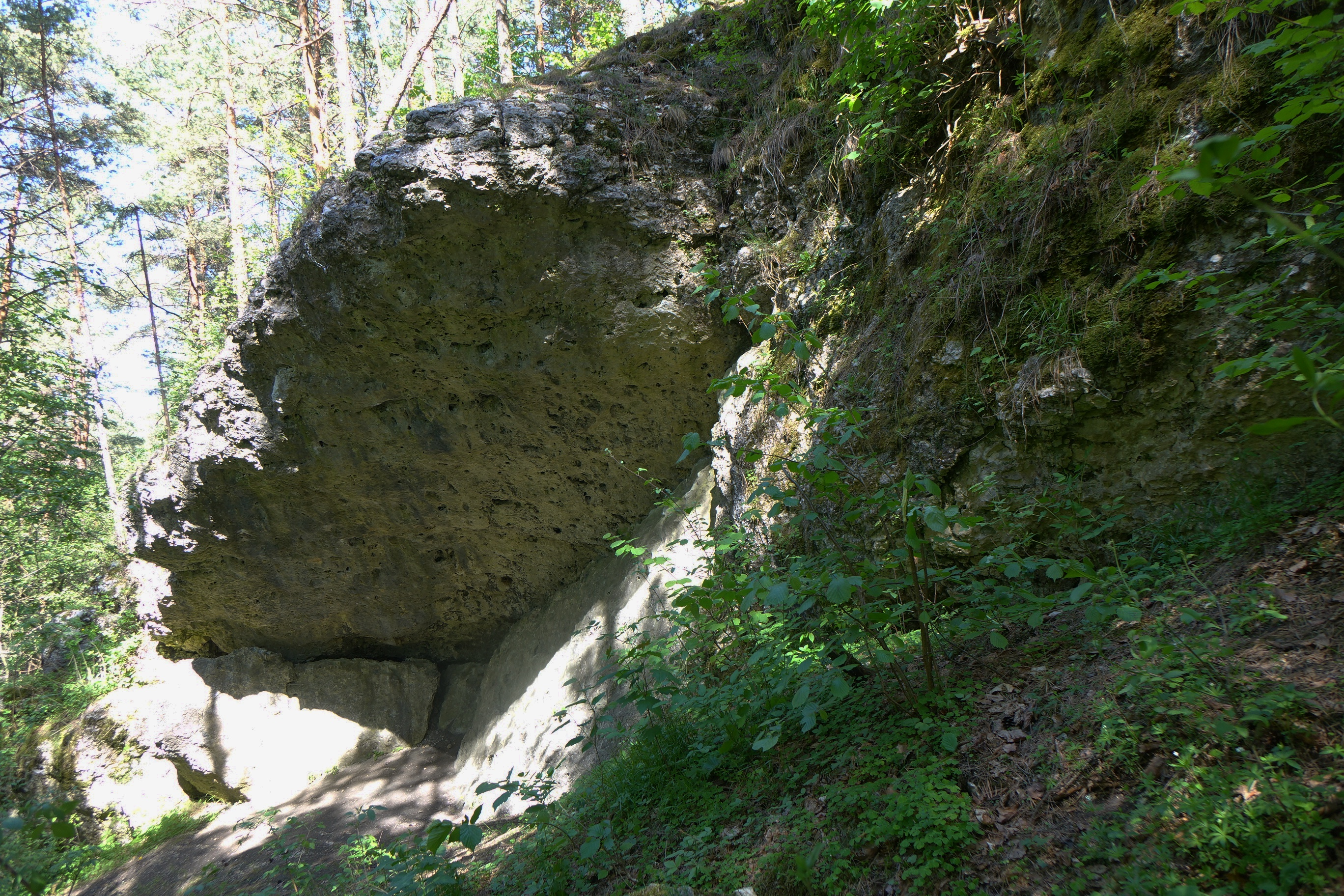

2. Obóz wędrowny; VI.2+, 4r + st
3. Reisefieber light; VI.4+, 4r + st
4. A Reisefieber hard; VI.5, 3r + st
5. Touroperator; VI.4, 3r + st
6. Biuro podróży; VI.3, 4r
7. Last minute; VI.4, 2r + st[1].